# Richard Land
Richard D. Land, né en 1946, était le président du Southern Evangelical Seminary à Charlotte, en Caroline du Nord, de juillet 2013 jusqu'à sa retraite en 2021.
Il a auparavant été président de la Commission d'éthique et de liberté religieuse (ERLC), la branche des affaires publiques de la Convention baptiste du Sud aux États-Unis, de 1988 à 2013, date à laquelle il a démissionné à la suite de ses commentaires controversés sur l'affaire Trayvon Martin. Il a annoncé son intention de prendre sa retraite à compter du 23 octobre 2013, et Russell D. Moore lui a succédé à la tête de l'ERLC.
Land a animé l'émission de radio nationale Richard Land Live! de 2002 à 2012. Il est le rédacteur en chef du journal en ligne The Christian Post.

## Formation
Land obtient une licence d'histoire à l'Université de Princeton en 1969. Il obtient ensuite une maîtrise de théologie du Séminaire théologique baptiste de la Nouvelle-Orléans (anglais : New Orleans Baptist Theological Seminary) et un doctorat en philosophie du Regent's Park College de l'Université d'Oxford, où il fait sa thèse de doctorat sur le mouvement puritain dans l'Angleterre du Xviie siècle.

## Prises de positions sur les politiques publiques

### Questions religieuses
En 2001, le président George W. Bush nomme Land à la Commission des États-Unis sur la liberté religieuse internationale (USCIRF), une agence fédérale créée par l'International Religious Freedom Act de 1998, pour surveiller la liberté de conscience, de pensée et de religion dans le monde. Bush le renommera pour un deuxième mandat en 2003.
Land est, en octobre 2002, l'auteur principal de la « Land letter », une lettre ouverte adressée au président George W. Bush par les dirigeants de la droite religieuse, présentant un plaidoyer moral, basé sur la doctrine de la « guerre juste », en faveur de l'invasion de l'Irak qui suivra en 2003.
Le chef de la majorité, le sénateur Bill Frist, nomme Land pour un nouveau mandat à l'USCIRF, en juillet 2005 ; il succède à Michael K. Young. Il sera le vice-président de la Commission en 2007 et terminera son mandat en 2011, après une décennie de service. Bush nomme Land pour faire partie de la délégation spéciale l'accompagnant à Jérusalem pour le 60e anniversaire de l'État d'Israël en mai 2008.

### Avortement et mariage homosexuel
Land défend une interprétation littérale de la Bible sur diverses questions allant de la liberté religieuse à l’économie. En 2005, il est reconnu comme l'un des « 25 évangéliques les plus influents d'Amérique » par le magazine Time. En novembre 2009, Land signe une déclaration œcuménique connue sous le nom de Déclaration de Manhattan : un appel à la conscience chrétienne, une déclaration s'opposant à l'avortement et au mariage homosexuel. Celle-ci a été signée par 152 éminents membres du clergé chrétien et universitaires, et publiée lors d'une conférence de presse à Washington, DC.

### Charia
En juillet 2011, Land s'exprime sur les musulmans et la charia. Il déclare que, même si l'utilisation de la loi islamique dans les tribunaux américains est contraire à la constitution, les musulmans ont le droit de respecter les règles islamiques, à condition qu'elles ne soient pas imposées au gouvernement. Il ajoute que les musulmans ont le droit d'avoir une mosquée près de chez eux, de pratiquer les coutumes islamiques dans le mariage et de choisir de se voiler ou non.

### Droits relatifs aux armes à feu
À la suite de la fusillade de l'école élémentaire Sandy Hook à Newtown, dans le Connecticut, en décembre 2012, Land tient les propos suivants lors d'une interview accordée à NPR concernant l'usage d'une arme : « Si je découvre que quelqu'un tente de faire du mal à autrui, je crois avoir l'obligation morale et chrétienne de faire tout ce que je peux – avec le minimum de violence nécessaire – et, si nécessaire, une violence létale pour l'empêcher de faire du mal à autrui. C'est aimer son prochain comme soi-même. C'est faire aux autres ce que je voudrais qu'ils me fassent. »

### Réforme de l'immigration
Lors d'un événement organisé par l'American Enterprise Institute, le 19 novembre 2012, sur la réforme de l'immigration, Land déclare qu'il avait eu « honte » du Parti républicain lors de l'élection présidentielle de 2012.

## Affaire Trayvon Martin et enquête éthique
En 2012, Land suscite la controverse dans son émission de radio Richard Land Live! en accusant l’administration Obama et les leaders des droits civiques d’exploiter l’affaire Trayvon Martin pour attiser les tensions raciales et mobiliser les électeurs noirs en vue de l’élection présidentielle. Ses propos sont alors vivement critiqués par des pasteurs baptistes noirs, qui estiment que ces déclarations sapent les efforts de la Convention baptiste du Sud pour se distancer d'un passé raciste. Le pasteur Dwight McKissic propose une résolution formelle pour condamner les propos de Land. D’abord inflexible, Land publie ensuite une lettre ouverte s’excusant pour toute offense causée. La situation s’aggrave lorsque le blogueur Aaron Weaver révèle que Land a plagié une grande partie de son commentaire à partir d’un article du Washington Times, sans attribution correcte. D’autres cas de plagiat dans des émissions précédentes sont également signalés.   
 En réponse, la Commission d’éthique et de liberté religieuse (ERLC), après une enquête interne, supprime les archives de l’émission et réprimande Land pour ses propos jugés racistes et pour son manque d’intégrité intellectuelle. L’ERLC met fin à l’émission, la jugeant incompatible avec sa mission.
Malgré cette controverse, Land salue publiquement l’élection historique en 2012 de Fred Luter, premier président afro-américain de la Convention baptiste du Sud. 
Il rejoindra plus tard le conseil consultatif exécutif de pasteurs évangéliques proposé par le candidat Donald Trump à l'approche de la campagne présidentielle de 2016.                                             